# 1991年电影

## 第二十八屆金馬獎
- 最佳劇情片——《牯嶺街少年殺人事件》（楊德昌工作室）
- 最佳導演——王家衛《阿飛正傳》
- 最佳男主角——郎雄《推手》
- 最佳女主角——張曼玉《阮玲玉》
- 最佳男配角——關海山《五億探長雷洛傳》
- 最佳女配角——王萊《推手》
- 最佳劇本——房哲譯《朱古力小哥》